# Berlin Türkspor 1965
Berlin Türkspor 1965 (kurz: Türkspor Berlin) ist ein 1965 gegründeter Fußballverein aus Berlin-Kreuzberg. Heimstätte des Migrantenvereins ist die Sportanlage Jungfernheide. Aktuell finden die Spiele der 1. Herren-Mannschaft auf dem Sportplatz Heckerdamm statt. Zeitweise trug Türkspor seine Heimspiele auch im Kreuzberger Willy-Kressmann-Stadion und dem Stadion Züllichauer Straße aus.

## Geschichte
Türkspor Berlin trat erstmals 1989 durch den Aufstieg in die Landesliga Berlin, den Vorgänger der heutigen Berlin-Liga, im höherklassigen West-Berliner Fußball in Erscheinung. Nachdem in der Auftaktsaison ein achter Rang erreicht wurde, gelang bereits 1991 vor favorisierten Clubs wie dem SC Staaken oder dem 1. FC Wilmersdorf der Aufstieg in die Oberliga Nordost.
Die Oberliga hielten die Kreuzberger gegen ehemalige DDR-Oberligisten bis 1994 mit überwiegend gesicherten Mittelfeldplätzen, stiegen aber in der Spielzeit 1994/95 mit dem SV Preußen Berlin und dem FC Neubrandenburg wieder aus der Viertklassigkeit ab. In der Folgezeit pendelte Türkspor bis 2000 zwischen Verbands- und Landesliga.
Größter Erfolg der Vereinsgeschichte war der 1999 gelungene Einzug in das Finale des Berliner Landespokals, in dem Berlin Türkspor dem Regionalligisten BFC Dynamo im Friedrich-Ludwig-Jahn-Sportpark mit 1:4 unterlag.
Im Anschluss versank Türkspor in unteren Berliner Ligen, spielt seit der Saison 2017/18 allerdings wieder in der Berlin-Liga. Im Dezember 2017 fusionierte der Verein mit der SpVgg Hellas-Nordwest 04, wobei deren Name durch die Fusion komplett verschwand. Laut dem Fußball-Woche Sonderheft 2018/19 kann sich Vorsitzender Metin Yilmaz „weitere Fusionen“ vorstellen.

## Trivia
Von Ende 2016 bis April 2022 gab es einen zweiten Berliner Fußballverein, der als Türkspor antrat. Durch Fusion vom SK Türkyurt 2001,
der 2007 aus der Vereinigung des Berliner Fußballmeisters und Pokalsiegers von 2003, SV Yeşilyurt, und des BSC Türk Genclik 2001 hervorging, und dem 1. FC Galatasaray Spandau 89 entstand der Türkspor Futbol Kulübü. Zuvor waren Verhandlungen gescheitert, die beiden an der Fusion zu Türkspor FK beteiligten Vereine gleich im Rahmen einer großen Fusion in Türkspor 1965 zu integrieren. Türkspor FK nahm im April 2022 jedoch den Traditionsnamen des zuvor aufgelösten Spandauer SV an.

## Statistik
- Teilnahme Oberliga Nordost: 1991/92 bis 1994/95